# Barleria tomentosa
Barleria tomentosa är en akantusväxtart som beskrevs av Albrecht Wilhelm Roth. Barleria tomentosa ingår i släktet Barleria och familjen akantusväxter. Inga underarter finns listade i Catalogue of Life.